# Dubovac (Kovin)
Pour les articles homonymes, voir Dubovac.
Dubovac (en serbe cyrillique : Дубовац ; en hongrois : Dunadombó ; en allemand : Dubowatz) est une localité de Serbie située dans la province autonome de Voïvodine. Elle fait partie de la municipalité de Kovin dans le district du Banat méridional. Au recensement de 2011, elle comptait 1 180 habitants.
Dubovac est officiellement classé parmi les villages de Serbie.

## Démographie

### Évolution historique de la population
| 1948  | 1953  | 1961  | 1971  | 1981  | 1991  | 2002  | 2011  |
| ----- | ----- | ----- | ----- | ----- | ----- | ----- | ----- |
| 1 615 | 1 641 | 1 677 | 1 675 | 1 598 | 1 469 | 1 283 | 1 180 |

|  |